# Bensa
Bensa – polski herb szlachecki z nobilitacji.

## Opis herbu
Tarcza 4-dzielna w krzyż z polem sercowym. W polach I, II i V czerwonych korona złota, w III i IV błękitnych lew wspięty złoty. W klejnocie nad hełmem w koronie 5 piór strusich.
Labry czerwone podbite złotem.

## Pierwsze wzmianki
Nadany w 1768 Franciszkowi Bensie. Józef, Jakub i Stanisław dowodzili szlachectwa przed komisją magnatów we Lwowie w 1782 roku.

## Herbowni
Bensa.